# 祖雲尼斯杜加拿足球會
祖雲尼斯杜加拿足球會（義大利語：A.C. Juvenes/Dogana）是一間位於圣马力诺北部塞拉瓦萊市多加纳的職業足球隊，2000年成立，當時由青年体育会（S.S. Juvenes）及杜加拿体育俱乐部（G.S. Dogana）兩間球會合併而成。該隊是唯一一支聖馬力諾足球隊曾參與過意大利足球一類聯賽 （於1996–97年到2006–07年賽季參加）。隊名“Juvenes”在拉丁語中意为「青年」。该队的颜色为淡蓝、红色和白色。

## 球會榮譽
- 蒂塔諾盃

 冠軍 (9)：
青年体育会: 1965, 1968, 1976, 1978, 1984
杜加拿体育俱乐部: 1977, 1979
祖雲尼斯杜加拿: 2008–2009, 2010–2011

## 歐洲賽成績
| 賽季    | 賽事       | 階段         | 球會           | 主場 | 作客 | 總計 |
| ------- | ---------- | ------------ | -------------- | ---- | ---- | ---- |
| 2008–09 | 歐洲足協盃 | 第一圈外圍賽 | 特拉維夫夏普爾 | 0–2  | 0–3  | 0–5  |
| 2009–10 | 歐霸盃     | 第二圈外圍賽 | 華沙普隆尼亞   | 0–1  | 0–4  | 0–5  |
| 2011–12 | 歐霸盃     | 第二圈外圍賽 | 拉布歷基       | 0–1  | 0–3  | 0–4  |
| 2015–16 | 歐霸盃     | 第一圈外圍賽 | 邦比           | 0–2  | 0–9  | 0–11 |